# Paivella inaciae
Paivella inaciae is een eenoogkreeftjessoort uit de familie van de Aetideidae. De wetenschappelijke naam van de soort is voor het eerst geldig gepubliceerd in 1965 door Vervoort.